# Krika
Krika är en ort i Klippans kommun i Skåne län.
Orten har under 2000-talet haft omkring 200 invånare, och då SCB gräns för klassning av orter som småort eller tätort går vid just 200 så har dess status varierat över tiden. År 2000, 2005 och 2015 var den klassad som tätort, före år 2000, år 2010 samt från 2018 som småort.

## Befolkningsutveckling
| Befolkningsutvecklingen i Krika 1960–2015 | Befolkningsutvecklingen i Krika 1960–2015 | Befolkningsutvecklingen i Krika 1960–2015 | Befolkningsutvecklingen i Krika 1960–2015 | Befolkningsutvecklingen i Krika 1960–2015 |
| --- | ----------------------------------------- | ----------------------------------------- | ----------------------------------------- | ----------------------------------------- |
| |                                           |                                           |                                           |                                           |
| År |                                           |                                           | Folkmängd                                 | Areal (ha)                                |
| 1960 | 1960                                      |                                           | 224                                       |                                           |
| 1990 | 1990                                      |                                           | 168                                       | 21#                                       |
| 1995 | 1995                                      |                                           | 191                                       | 31#                                       |
| 2000 | 2000                                      |                                           | 215                                       | 36                                        |
| 2005 | 2005                                      |                                           | 208                                       | 36                                        |
| 2010 | 2010                                      |                                           | 195                                       | 36**                                      |
| 2010 | 2010                                      |                                           | 183                                       | 32#                                       |
| 2015 | 2015                                      |                                           | 202                                       | 54                                        |
| Anm.: Ej tätort 1965-2000. Upphörde som tätort 2010. Åter tätort 2015. Upphörd igen 2018. ** Som upphörd tätort (mindre än 200 invånare) # Som småort. |                                           |                                           |                                           |                                           |